# Wille Lindberg

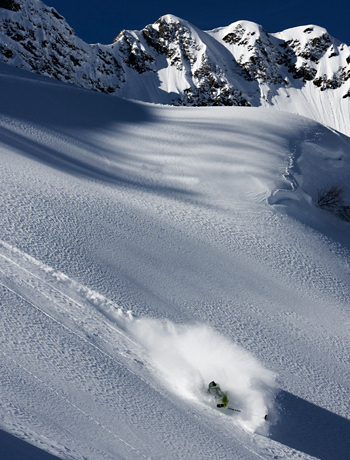

Wille Lindberg, född 1984, är en friåkare som åkt skidor professionellt sedan 2004. Han kvalade in 2013 för andra gången på Freeride World Tour. 

## Meriter
- 2003: 3:a Nordiska Mästerskapen i extremskidåkning
- 2004: 1:a Finska mästerskapet
- 2006: 1:a Nordiska Mästerskapen i extremskidåkning
- 2008: 2:a på Freeride World Qualifiers serien
- 2009: 16 på Freeride World Tours världsranking
- 2010: 1:a Nordiska Mästerskapen i extremskidåkning
- 2011: 3:a Nendaz Freeride, 6:a på Freeride World Qualifier
- 2012: 1:a Nordiska Mästerskapen i extremskidåkning,

1:a La Clusaz Radikal Mountain,
2:a på Freeride World Qualifier,
3:a Nendaz Freeride
- 2013: 3:a Chamonix Freeride World Tour
- 2013: 2:a Fieberbrunn Freeride World Tour
- 2013: 8:a på Freeride Worlds Tours världsranking